# باک مدوز (کالیفرنیا)
باک مدوز (به انگلیسی: Buck Meadows) یک منطقهٔ مسکونی در ایالات متحده آمریکا است که در شهرستان ماریپوزا، کالیفرنیا واقع شده‌است. باک مدوز ۴٫۵۱ کیلومتر مربع مساحت و ۴٬۲۸۲ نفر جمعیت دارد و ۹۱۹ متر بالاتر از سطح دریا واقع شده‌است.